# Renous
Renous är en ort i Kanada.   Den ligger i provinsen New Brunswick, i den östra delen av landet, 800 km öster om huvudstaden Ottawa. Renous ligger 35 meter över havet och antalet invånare är 1 127.
Terrängen runt Renous är huvudsakligen platt. Renous ligger nere i en dal. Runt Renous är det mycket glesbefolkat, med 3 invånare per kvadratkilometer.. Renous är det största samhället i trakten. 
I omgivningarna runt Renous växer i huvudsak blandskog.